# Jeff Bezos
Jeffrey Preston Bezos (/ˈbeɪzoʊs/; né Jorgensen; sinh ngày 12 tháng 1 năm 1964) là doanh nhân, nhà tư bản công nghiệp, trùm truyền thông và nhà đầu tư người Mỹ. Bezos được biết đến như là người sáng lập và là chủ tịch Hội đồng quản trị công ty công nghệ đa quốc gia Amazon.
Bezos được đưa vào danh sách "centibillionaire" (những người có tài sản tối thiểu 100 tỷ USD) đầu tiên theo đánh giá tài sản từ Forbes, người giàu nhất thế giới kể từ năm 2017 và được mệnh danh là "người giàu nhất trong lịch sử hiện đại" sau khi giá trị tài sản ròng của ông tăng lên $150 tỷ USD vào tháng 7 năm 2018.
Tháng 9 năm 2018, Forbes mô tả Jeff Bezos "giàu có hơn bất kỳ ai khác trên hành tinh" nhờ khối tài sản ròng tăng thêm $1.8 tỷ đô la khi Amazon trở thành công ty thứ hai trong lịch sử đạt mức vốn hóa 1 nghìn tỷ USD.
Sinh ra ở Albuquerque, New Mexico và lớn lên tại Houston và sau đó là Miami, Jeff Bezos tốt nghiệp Đại học Princeton năm 1986 với bằng kỹ sư điện và khoa học máy tính. Ông làm việc ở Phố Wall trong nhiều lĩnh vực liên quan từ năm 1986 đến đầu năm 1994. Ông thành lập Amazon vào cuối năm 1994 trong một chuyến đi xuyên quốc gia từ Thành phố New York đến Seattle.
Công ty bắt đầu như một cửa hàng sách trực tuyến và từ đó đã mở rộng ra nhiều loại sản phẩm và dịch vụ thương mại điện tử khác, bao gồm truyền phát video và âm thanh, điện toán đám mây và AI. Đây hiện là công ty bán hàng trực tuyến lớn nhất thế giới, công ty Internet lớn nhất theo doanh thu và là nhà cung cấp trợ lý ảo và dịch vụ cơ sở hạ tầng đám mây lớn nhất thế giới thông qua chi nhánh Dịch vụ web Amazon (Amazon Web Services).
Jeff Bezos thành lập công ty sản xuất trong lĩnh vực hàng không vũ trụ và du hành không gian tiểu quỹ đạo Blue Origin năm 2000. Một chuyến bay thử nghiệm Blue Origin lần đầu tiên đạt được thành công vào không gian vào năm 2015 và công ty đã có kế hoạch sắp tới để bắt đầ đưa con người lên các chuyến bay thương mại lên vũ trụ.
Bezos cũng đã mua lại tờ  The Washington Post  của Mỹ vào năm 2013 với giá $250 triệu đô la, và quản lý nhiều khoản đầu tư khác thông qua công ty đầu tư mạo hiểm Bezos Expeditions của mình.

## Tiểu sử

### Gia đình
Jeffrey Preston Jorgensen sinh ra tại Albuquerque, New Mexico; con trai của bà Jacklyn (nhũ danh Gise) và ông Ted Jorgensen. Hai người kết hôn vào năm 1963 và Jacklyn đã sinh con chỉ hai tuần sau sinh nhật lần thứ 17 của mình, vào ngày 12 tháng 1 năm 1964, tại New Mexico, nơi họ sống. Vào thời điểm Jeff được sinh ra, mẹ ông đang là học sinh trung học 17 tuổi còn cha là chủ một cửa hàng xe đạp. "Cuộc hôn nhân của cả hai có lẽ đã bị huỷ hoại ngay từ đầu. Jorgensen có thói quen uống quá nhiều và thức quá khuya. Ông là một người cha và người chồng vô tâm".
Ban giám hiệu nhà trường ban đầu không cho phép nữ sinh học hết trung học. Bà Jacklyn đã khiến nhà trường phải nhượng bộ để quay trở lại nhưng sẽ có điều kiện. Điều kiện thứ nhất, Jacklyn chỉ được có mặt khi chuông bắt đầu và phải rời trường khi chuông kết thúc trong vòng năm phút. Điều kiện thứ hai, không được trò chuyện với các học sinh khác. Điều kiện thứ ba, không được ăn trưa trong nhà ăn tự phục vụ. Điều kiện thứ tư, sẽ không được phép đi lên khán đài với các bạn cùng lớp để nhận bằng tốt nghiệp.
Ông ngoại của Bezos là Lawrence Preston Gise, giám đốc khu vực của Ủy ban Năng lượng nguyên tử Hoa Kỳ (AEC) ở Albuquerque. Ông Gise đã nghỉ hưu sớm và dành thời gian ở trang trại của gia đình gần Cotulla, Texas, Jeff Bezos đã có nhiều mùa hè tại đây vào thời thơ ấu. Về sau Jeff Bezos dự định mua trang trại này và mở rộng nó từ 25.000 mẫu Anh (10.117 ha) lên 300.000 mẫu Anh (121.406 ha). Bà ngoại của Jeff là Mattie Louise Gise (nhũ danh Strait), từ đó Jeff có mối quan hệ họ hàng với ca sĩ nhạc đồng quê George Strait.
Khi cậu bé được 17 tháng, bà Jacklyn và chồng đã đệ đơn ly hôn. Bà tìm được một công việc thư ký (nhờ tham gia các lớp thư ký vào buổi chiều). "Ngay cả khi tôi là một người đánh máy khủng khiếp và không tài nào đọc được tốc ký do tôi viết, một người nào đó thực sự cũng đã thuê tôi," bà kể lại. Bà tìm được một công việc được trả $ 190 mỗi tháng.
Từ đó bà có thể thuê được một căn hộ cho riêng mình với con trai, nhưng không có tiền để có một chiếc điện thoại. Vì muốn nói chuyện với con gái hàng ngày nên ông ngoại của Jeff đã cài một máy bộ đàm loại walkie-talkie để bà Jacklyn có thể mở lên nghe vào 7 giờ sáng mỗi ngày. Quyết tâm tiếp tục việc học của mình, Jacklyn đăng ký vào trường học ban đêm và chọn các lớp học của mình dựa trên việc giáo sư sẽ cho phép cô mang trẻ sơ sinh đến lớp.
"Tôi sẽ xuất hiện cùng với đứa bé và hai chiếc túi vải dù. Một trong những cuốn sách giáo trình của tôi và đầy đủ các loại tã khác nhau, tã vải, bình sữa... Và chiếc túi thứ hai sẽ có những món đồ có thể khiến thằng bé quan tâm trong vài phút."
Chính tại một trong những lớp học đó, bà Jacklyn đã gặp người chồng tương lai của mình, Miguel "Mike" Bezos, một người tị nạn Cuba. Năm 16 tuổi, khi đặt chân đến Mỹ, ban đầu ông Mike được đưa đến sống ở trại tị nạn Camp Matecumbe ở Florida, trong ba tuần. Sau đó, ông được gửi đến Wilmington, Del để theo học trung học, tại đây ông nhận được học bổng để học đại học ở Albuquerque. Hai người kết hôn vào tháng 4 năm 1968. Bà Jacklyn đã yêu cầu chồng cũ Jorgensen không can thiệp vào cuộc sống của họ và chuyển đi với gia đình mới. Ông Jorgensen kể lại rằng ông đã liên lạc thường xuyên với con trai cho đến khi cậu bé lên 3 và sau đó miễn cưỡng đồng ý để ông Mike Bezos nhận nuôi cậu bé.
Khi gia đình trẻ phải chuyển đi vì công việc của ông Mike Bezos, thì giấc mơ tốt nghiệp đại học của bà Jacklyn đã bị đình trệ trong nhiều năm.
Khi con vào đại học, bà cũng thấy ghen tị với chúng. Vì vậy, cuối cùng, bà Jacklyn đã quay trở lại trường đại học. Bà Jacklyn tốt nghiệp Đại học Saints Elizabeth ở tuổi 40. "Tôi chưa bao giờ tự hào hơn về bản thân mình. Tôi cảm thấy như mình cao 10 feet và bây giờ tăng thêm 5 feet. Đó là một lợi ích khá lớn từ việc tốt nghiệp đại học. Khi cuối cùng tôi cũng có cơ hội bước lên sân khấu nhận bằng tốt nghiệp, những tiếng reo hò lớn nhất đến từ gia đình tôi." 

### Thời niên thiếu
Jeff Bezos theo học tại trường tiểu học River Oaks ở Houston từ năm lớp bốn đến lớp sáu.
Jeff đã bộc lộ sở thích về khoa học và tài năng công nghệ, ông đã từng lắp một chiếc chuông điện để ngăn các em chạy ra khỏi phòng. Gia đình chuyển đến Miami, Florida, nơi Bezos theo học tại trường trung học Miami Palmetto ở Pinecrest, Florida gần đó. Khi Bezos còn học trung học, ông làm nhân viên trực quầy nhận đơn (line cook) vào buổi sáng của McDonald. Ông từng tham gia Chương trình đào tạo khoa học cho học sinh sinh viên tại Đại học Florida.
Jeff là học sinh tiêu biểu đại diện học sinh toàn trường đọc diễn văn chia tay trong lễ tốt nghiệp trung học, được nhận học bổng ưu tú quốc gia của Mỹ, và một người chiến thắng Giải thưởng Hiệp sĩ bạc năm 1982. Trong bài phát biểu tốt nghiệp của mình, Bezos nói với toàn thể hội trường rằng ông mơ về ngày mà con người sẽ chiếm lĩnh không gian. Một tờ báo địa phương đã trích dẫn ý định của Jeff "mục đích đưa tất cả mọi người ra khỏi trái đất và nhìn thấy nó biến thành một công viên quốc gia khổng lồ".
Năm 1986, ông tốt nghiệp hạng xuất sắc (summa cum laude) từ Đại học Princeton với GPA 4.2, bằng Cử nhân Khoa học Kỹ thuật (BSE) ngành kỹ thuật điện và khoa học máy tính; ông cũng là thành viên của Phi Beta Kappa. Khi còn ở Princeton, Bezos là thành viên của câu lạc bộ Quadrangle Club. Ngoài ra, ông được bầu vào Tau Beta Pi và là chủ tịch của Princeton chapter dành cho sinh viên khám phá và phát triển không gian (SEDS).

## Sự nghiệp

### Thời kỳ đầu
Sau khi tốt nghiệp Đại học Princeton năm 1986, ông được mời làm việc tại Intel, Bell Labs, và Andersen Consulting, trong số nhiều nơi khác.
Đầu tiên Jeff làm việc cho Fitel, một công ty khởi nghiệp viễn thông fintech, với nhiệm vụ xây dựng một mạng lưới cho thương mại quốc tế. Bezos được thăng chức trưởng phòng phát triển và giám đốc dịch vụ khách hàng sau đó. Jeff chuyển sang ngành ngân hàng khi trở thành quản lý sản phẩm tại Bankers Trust. Ông làm việc ở đó từ năm 1988 đến 1990.
Sau đó gia nhập D. E. Shaw & Co, một quỹ đầu cơ mới thành lập với sự nhấn mạnh vào mô hình toán học vào năm 1990 và làm việc ở đó cho đến năm 1994. Jeff trở thành phó chủ tịch thứ tư của D. E. Shaw ở tuổi 30.

### Amazon

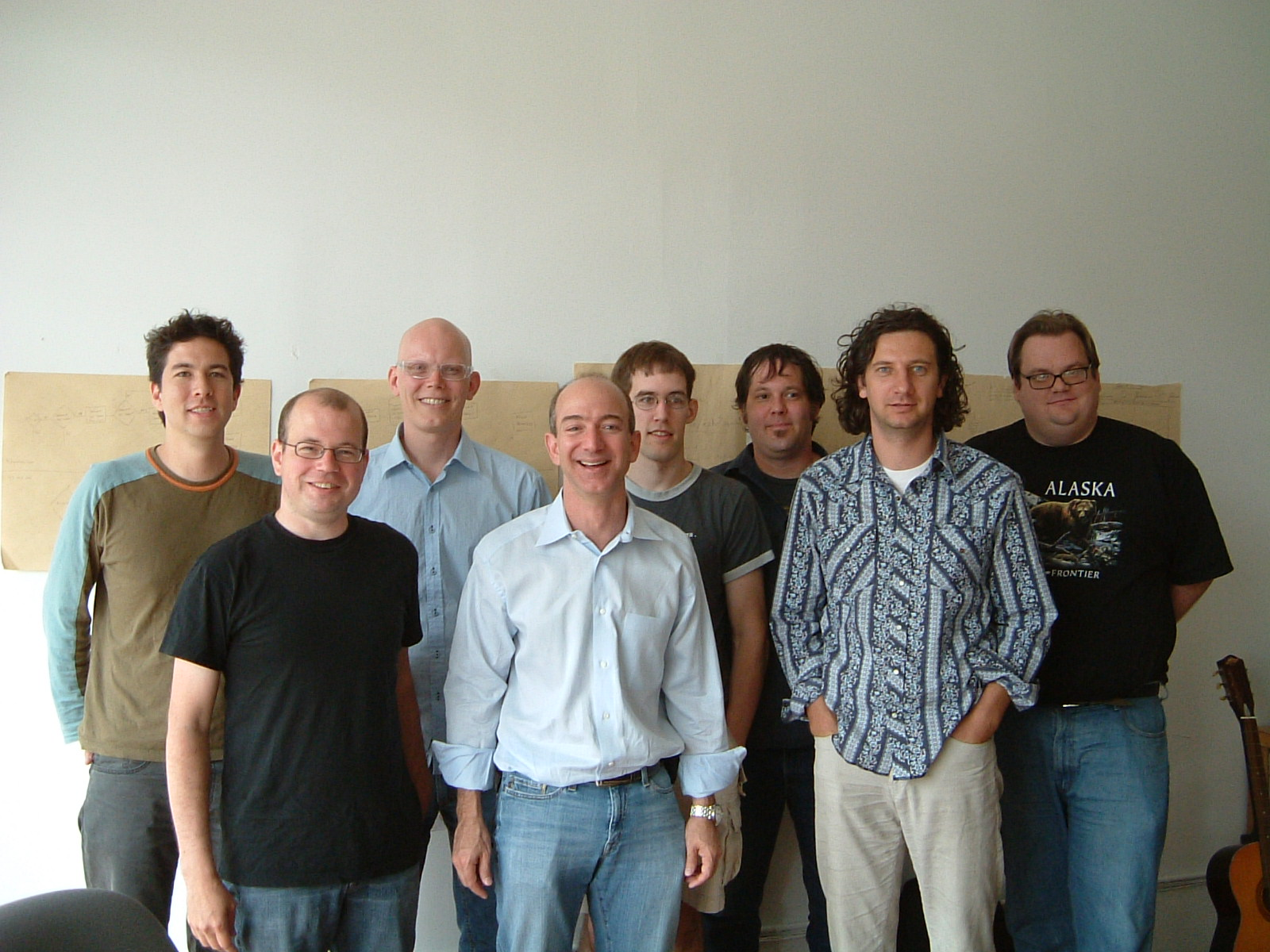
Bezos (giữa) tại đơn vị hợp tác về robot năm 2005

Cuối năm 1993, Bezos quyết định thành lập cửa hàng sách trực tuyến. Anh ta đã rời công việc của mình tại D. E. Shaw và thành lập Amazon trong garage nhà mình vào ngày 5 tháng 7 năm 1994, sau khi viết kế hoạch kinh doanh trên một chuyến đi xuyên quốc gia từ thành phố New York đến Seattle.
Ban đầu công ty mới lây tên là  Cadabra  nhưng sau đó đổi tên thành  Amazon , sau đó chọn theo tên sông Amazon ở Nam Mỹ, một phần vì tên bắt đầu bằng chữ  A  trong bảng chữ cái. Jeff Bezos đã nhận khoản tiền khoảng 300.000 đô la mượn từ cha mẹ và đầu tư vào Amazon.
Nhiều nhà đầu tư ban đầu được cảnh báo rằng khả năng 70% Amazon sẽ thất bại hoặc phá sản. Mặc dù Amazon ban đầu là một cửa hàng sách trực tuyến, Bezos luôn có kế hoạch mở rộng sang các sản phẩm khác.

Ba năm sau khi thành lập Amazon, Bezos đã công khai vào đợt niêm yết trên sàn chứng khoán (IPO). Đáp lại những báo cáo quan trọng từ Fortune và Barron's, Bezos khẳng định rằng sự phát triển của Internet sẽ vượt qua sự cạnh tranh từ các đơn vị bán lẻ sách lớn hơn như B Border và Barnes & Noble.
Năm 1998, Jeff Bezos đa dạng hóa sang bán nhạc và video trực tuyến, và đến cuối năm, ông đã mở rộng các sản phẩm của công ty để bao gồm nhiều loại hàng tiêu dùng khác. Bezos đã sử dụng số tiền 54 triệu đô la được huy động trong đợt chào bán cổ phần năm 1997 của công ty để tài trợ cho việc mua lại các đối thủ cạnh tranh nhỏ hơn.
Năm 2000, Bezos đã vay 2 tỷ đô la từ các ngân hàng, vì số dư tiền mặt của nó giảm xuống chỉ còn 350 triệu đô la. Năm 2002, Bezos đã lãnh đạo Amazon ra mắt Amazon Web Services tổng hợp dữ liệu từ các kênh thời tiết và lưu lượng truy cập trang web.
Cuối năm 2002, tốc độ chi tiêu quá nhanh của Amazon khiến công ty gặp khó khăn về tài chính khi doanh thu bị đình trệ. Sau khi công ty suýt phá sản, Jeff cho đóng cửa các trung tâm phân phối và sa thải 14% lực lượng lao động của Amazon.
Năm 2003, Amazon đã hồi phục từ sự bất ổn tài chính và đem lại lợi nhuận $400 triệu. Vào tháng 11 năm 2007, Bezos cho ra mắt Amazon Kindle. Theo hồ sơ năm 2008 của tạp chí Time, Bezos muốn tạo ra một thiết bị cho phép đọc "lưu lượng truy cập" tương tự như trải nghiệm của các video game.
Năm 2013, Bezos thay mặt cho cho Amazon Web Services đảm bảo một hợp đồng trị giá 600 triệu đô la với Cơ quan tình báo trung ương (CIA).
Vào tháng 10 năm đó, Amazon được công nhận là nhà bán lẻ mua sắm trực tuyến lớn nhất thế giới.